# Garypus insularis
Garypus insularis är en spindeldjursart som beskrevs av Albert Tullgren 1907. Garypus insularis ingår i släktet Garypus och familjen gammelekklokrypare. Inga underarter finns listade i Catalogue of Life.